# Matthäuskirche (Frankfurt am Main)

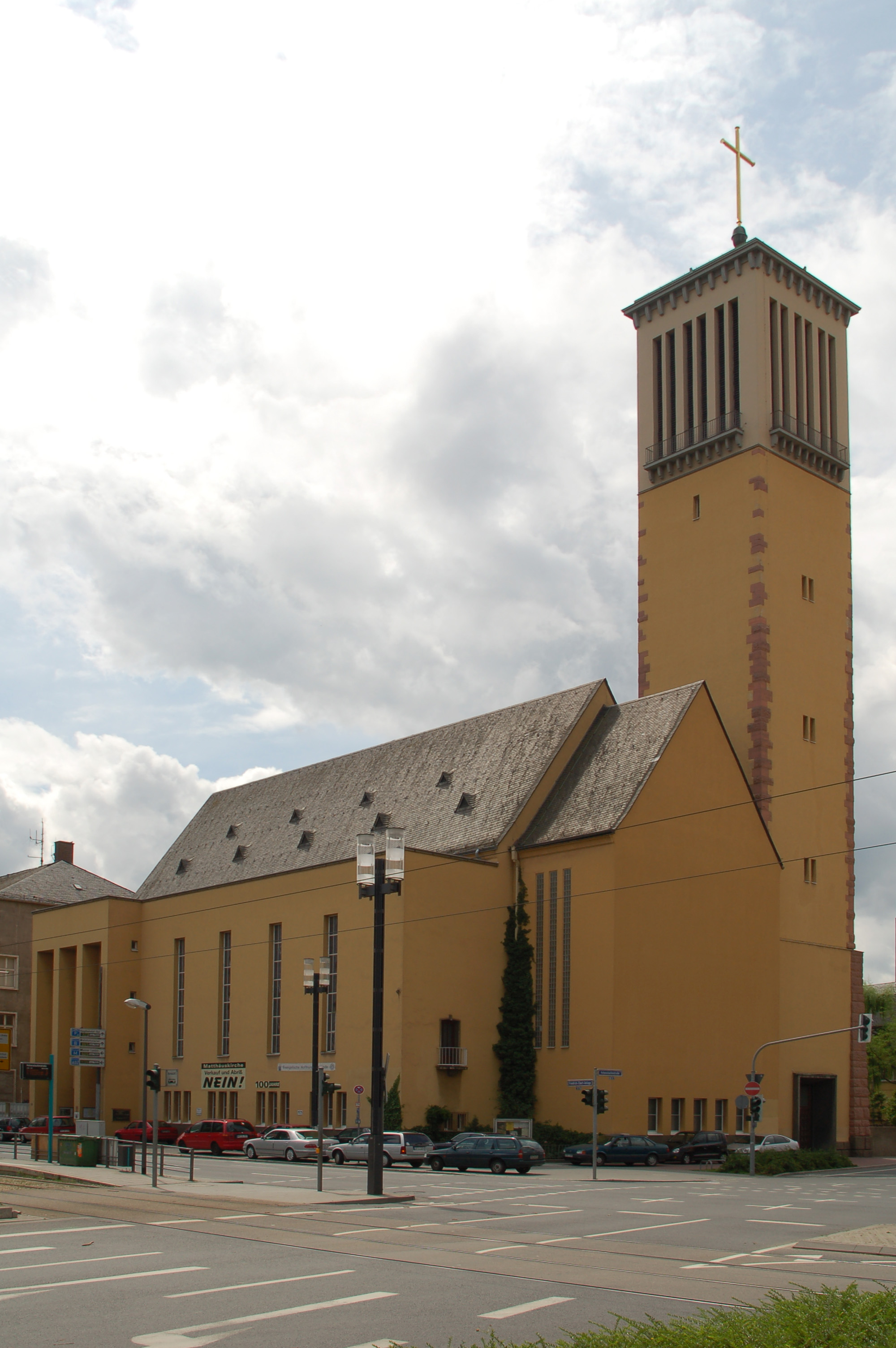
Die Matthäuskirche (2007)

Die Matthäuskirche (oder St.-Matthäus-Kirche) ist eine evangelische Kirche in Frankfurt am Main. Sie befindet sich im Stadtteil Gallus zwischen Messegelände und Hauptbahnhof an der Westseite der Friedrich-Ebert-Anlage.
Das Kirchengebäude wird von der evangelischen Hoffnungsgemeinde der EKHN, von der Gemeinde des Entschlafens der Gottesmutter des rumänischen Vikariats der Griechisch-Orthodoxen Metropolie (die nicht zur Rumänisch-Orthodoxen Kirche gehört), der Gemeinde Hll. Kyprianos und Justina der Russisch-Orthodoxen Kirche, einer äthiopischen Gemeinde und der Frankfurt International Church genutzt. 2008 wurde es auch noch von einer philippinischen Gemeinde genutzt.

## Geschichte

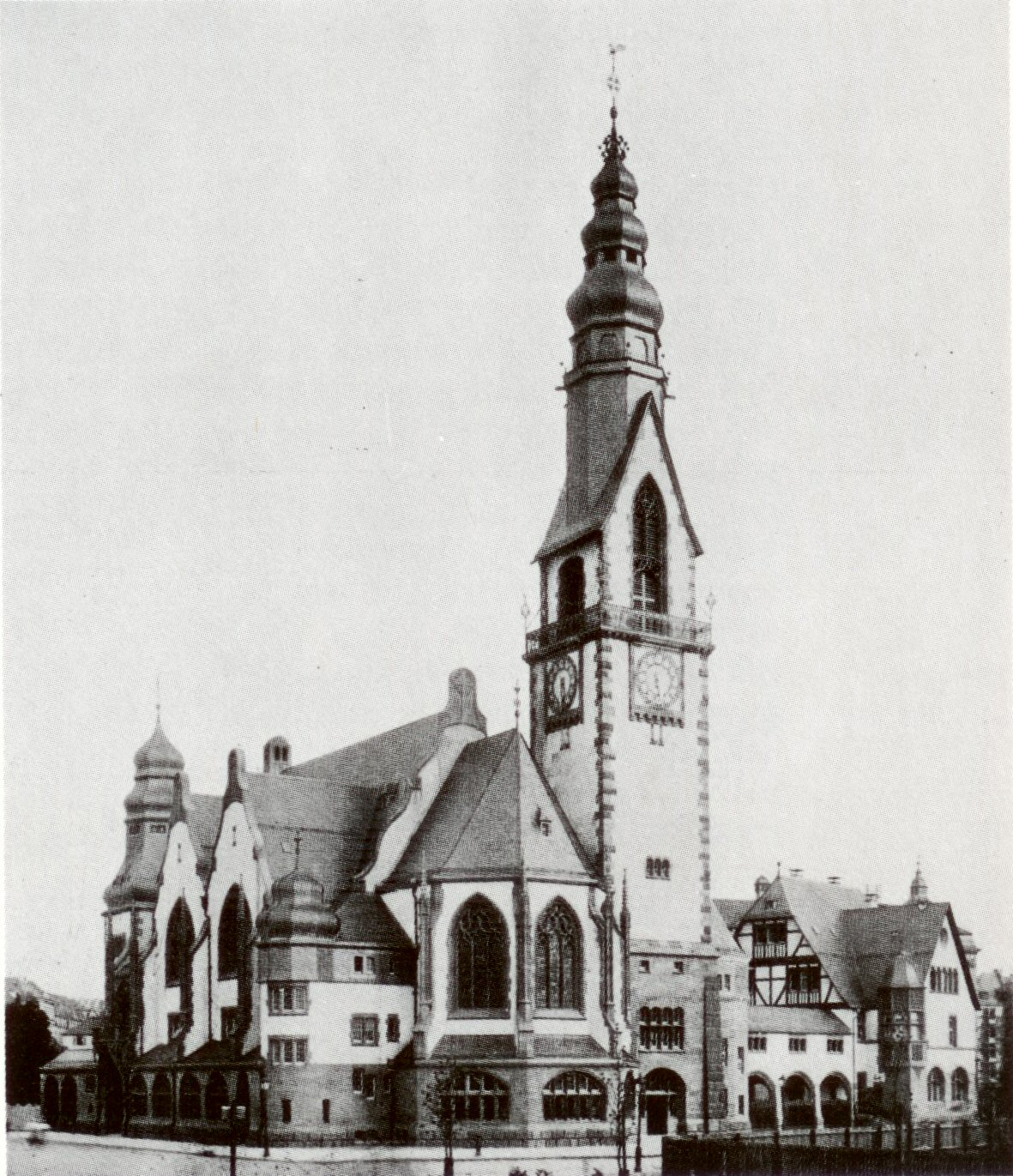
Die alte Matthäuskirche kurz nach ihrer Einweihung 1905

Die Matthäuskirche wurde in den Jahren von 1903 bis 1905 nach Entwurf des Architekten Friedrich Pützer in einer stilistischen Kombination von Neugotik (z. B. Spitzbögen), Neurenaissance (z. B. Giebel) und Neubarock (z. B. Zwiebelhauben-Turmhelm) errichtet. Die Glasfenster gestaltete die Frankfurter Glasmalereiwerkstatt von Rudolf Linnemann und Otto Linnemann im Jahr 1905. Die Kirche war der zweite evangelische Kirchenneubau außerhalb der historischen Frankfurter Innenstadt – nach der Lutherkirche im Nordend – und die erste Kirche, die außer dem Gottesdienstraum auch Nebenräume der Gemeinde sowie Pfarrwohnungen unter einem Dach erhielt. Das Gemeindegebiet der Matthäuskirche umfasste das großbürgerliche südliche Westend sowie das kleinbürgerliche Gallusviertel. Von 1939 bis zur Zerstörung der Kirche bei den Luftangriffen auf Frankfurt am Main im Zweiten Weltkrieg 1944 war Karl Veidt Pfarrer der Matthäusgemeinde.
Der 1952 bis 1955 nach Plänen von Oberbaurat Ernst Görcke aufgeführte Neubau orientierte sich – in der gezielt reduzierten Formensprache der frühen Nachkriegsmoderne – am Konzept der alten Matthäuskirche. Vom Vorgängerbau blieben einige Teile des Erdgeschosses erhalten, die in den Neubau einbezogen wurden. Der weitgehend unversehrte Turm wurde etwa bis zur Hälfte abgetragen und der charakteristische Helm durch einen quaderförmigen Glockenstuhl ersetzt. Aus der Ausstattung der neuen Matthäuskirche sind besonders hervorzuheben: das Altarwandrelief von Hans Mettel, die Kanzelreliefs von Hans-Bernt Gebhardt und die Fenstergestaltung von Georg Meistermann. Bei ihrer Einweihung 1955 war die Matthäuskirche mit 1250 Sitzplätzen die größte evangelische Kirche Frankfurts.
Als Folge des Strukturwandels in Wohnvierteln um die Innenstadt sank die Zahl der Gemeindeglieder seit Mitte der 1960er Jahre von ehemals über 12.000 auf weniger als 2.000 in den 1990er Jahren. Bereits in den 1970er Jahren wurde deshalb der Kirchenraum durch Umbauten etwa halbiert. Das südliche Seitenschiff und die Empore wurden in einen Kinderhort umgewandelt. 2002 schloss sich die Matthäusgemeinde mit der Evangelischen Gemeinde am Hauptbahnhof zusammen, die ihrerseits 1997 durch den Zusammenschluss der Weißfrauengemeinde und der Gutleutgemeinde entstanden war. Das Gemeindegebiet umfasst seitdem die Frankfurter Stadtteile Bahnhofsviertel, Gutleut, Gallus und das südliche Westend. Von den vier Gottesdienststätten der Gemeinde wurde bereits 2004 die Weißfrauenkirche aufgegeben und in eine Diakoniekirche umgewandelt. Die Gutleutkirche wurde im Dezember 2012 entwidmet. Das neue Gemeindezentrum an der Hafenstraße wurde zu Pfingsten 2013 eingeweiht. Neben der Matthäuskirche bleibt die sogenannte Hirtenkapelle in der Hirtenstraße bestehen.

## Geplanter Abriss und Hochhausplanung

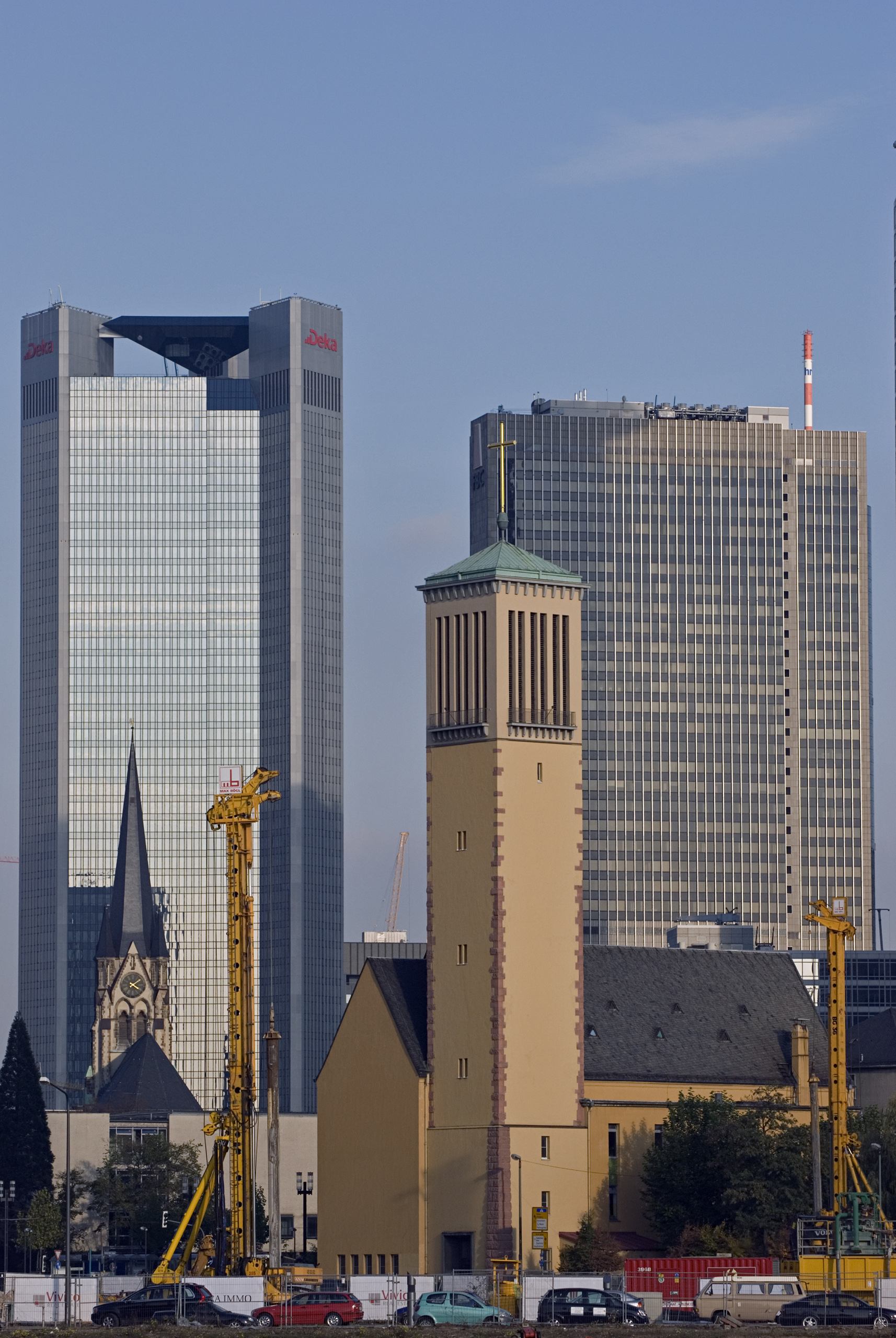
Blick in Richtung Osten von der Den Haager Straße auf die Matthäuskirche, im Hintergrund das Trianon, das FBC und St. Antonius (2008)

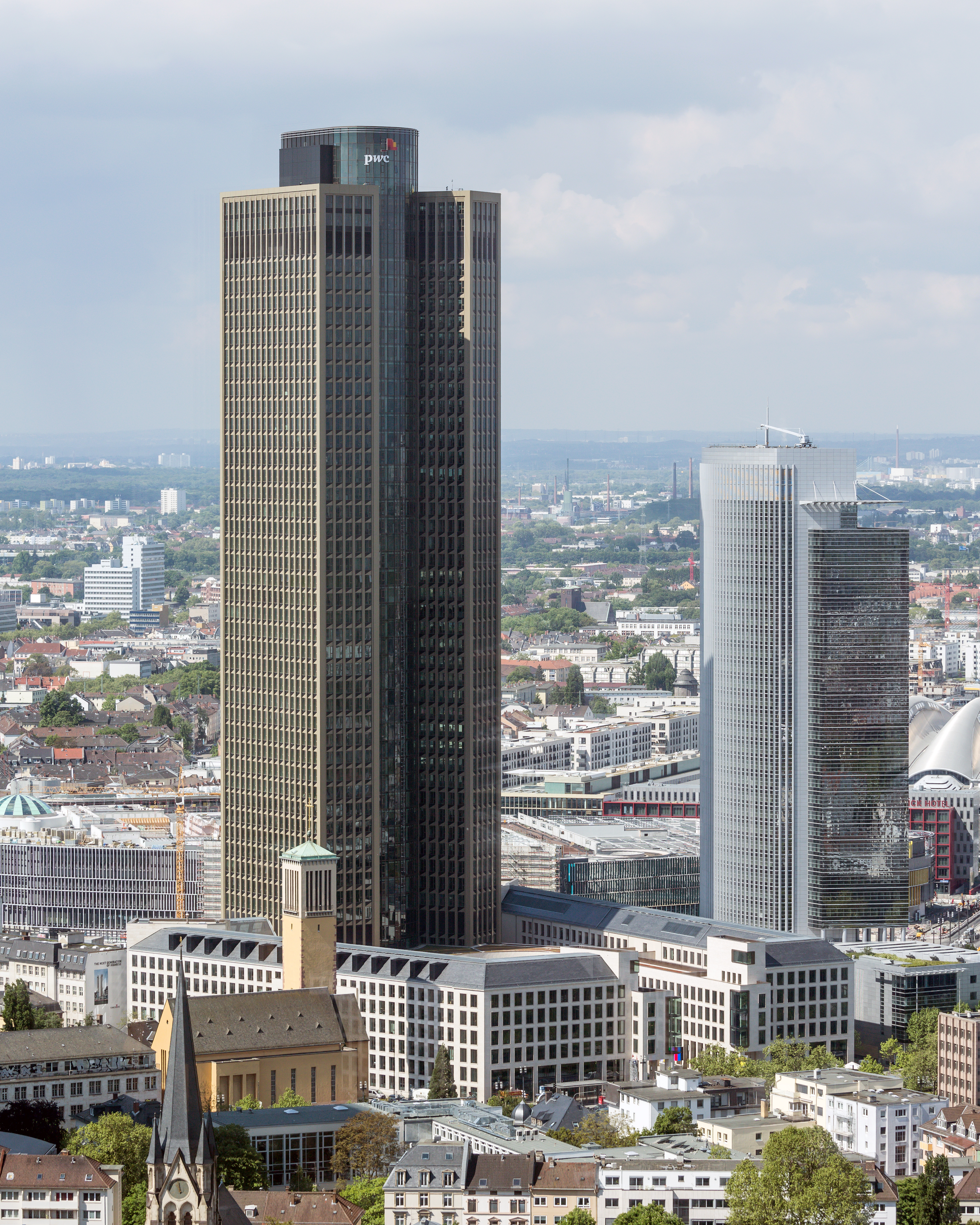
Die Matthäuskirche im Frankfurter Stadtbild mit dem Tower 185 im Jahr 2013

1997 strich der Evangelische Regionalverband, ein verwaltungstechnischer Zusammenschluss der Frankfurter Gemeinden, der unter anderem für den Unterhalt der Kirchengebäude zuständig ist, die Matthäuskirche von der Liste der dauerhaft zu unterhaltenden Kirchengebäude. Die für 600 Personen ausgelegte Kirche besuchten zuletzt pro Gottesdienst nur noch um die 3 bis 30 Gläubige. Im April 2002 beschloss deshalb die Regionalversammlung den Abriss des Gebäudes und den Verkauf des Grundstücks. Aufgrund der Schwäche des Frankfurter Immobilienmarktes fand sich bislang allerdings kein Interessent, der die Kirche zum erwarteten Preis von 35 Millionen übernehmen wollte. Auch das benachbarte ehemalige Polizeipräsidium steht seit langem zum Verkauf.
Gegen den Abriss wurde von verschiedener Seite Kritik geäußert. Die Hoffnungsgemeinde wollte ihr Kirchengebäude und den dortigen Kindergarten nicht aufgeben und klagte deshalb vor dem Kirchengericht, das allerdings eine Entscheidung in der Sache aufschob, weil keine konkreten Verkaufsverhandlungen geführt wurden.
Um einen Kompromiss zwischen Gegnern und Befürwortern einer Neunutzung des Grundstücks zu erzielen, machte der Architekt und Stadtplaner Jochem Jourdan 2007 den Vorschlag einen erheblichen Teil des Kirchengebäudes zu erhalten und in eine neue Hochhausbebauung zu integrieren. Jourdan war von der Stadt Frankfurt beauftragt worden potentielle Standorte für neue Hochhäuser im Stadtgebiet zu benennen. Das Grundstück der Matthäuskirche grenzt an das Neubaugebiet Europaviertel, auf dem direkt anschließenden Grundstück wurde von 2008 bis 2011 der 200 Meter hohe Tower 185 gebaut. Im November 2007 beschloss der Vorstand der evangelischen Hoffnungsgemeinde den Verkauf der Matthäuskirche, allerdings unter Auflagen: Die Kirche muss weitestgehend erhalten bleiben, vor allem müssen der Turm, die Kirchenfenster, die Kanzel, das Sandsteinrelief an der Chorrückwand und der Kirchenraum im ersten Obergeschoss bewahrt werden. Dieser Raum solle auch künftig der Gemeinde zur Verfügung stehen und renoviert werden. Außerdem soll für die Kindertagesstätte, die in der Trägerschaft der Gemeinde verbleiben müsse, ein neuer nahe gelegener Standort gefunden werden. Der Verkauf des 3,3 Hektar großen Grundstücks kam jedoch damals nicht zustande.
Im Dezember 2008 verabschiedete die Stadtverordnetenversammlung den neuen Hochhausrahmenplan. Unter den neuen Standorten befindet sich auch das Grundstück der Matthäuskirche. Erlaubt ist der Bau eines 130 Meter hohen Hochhauses auf dem Areal hinter der Kirche, wobei der Kirchturm zu erhalten und gegebenenfalls in das Hochhausprojekt zu integrieren ist. Im Rahmen des Bieterverfahrens für das benachbarte Grundstück des ehemaligen Polizeipräsidiums interessierten sich Investoren Ende 2017 auch für die Matthäuskirche.
Am 25. Mai 2025 teilten der Evangelische Regionalverband Frankfurt und der Hamburger Projektentwickler Becken mit, dass die Matthäuskirche wegen eines Ensembles aus Hochhaus und Kirchenneubau abgerissen werde. Den Zuschlag erhalte ein Entwurf des Architekturbüros Meixner Schlüter Wendt.

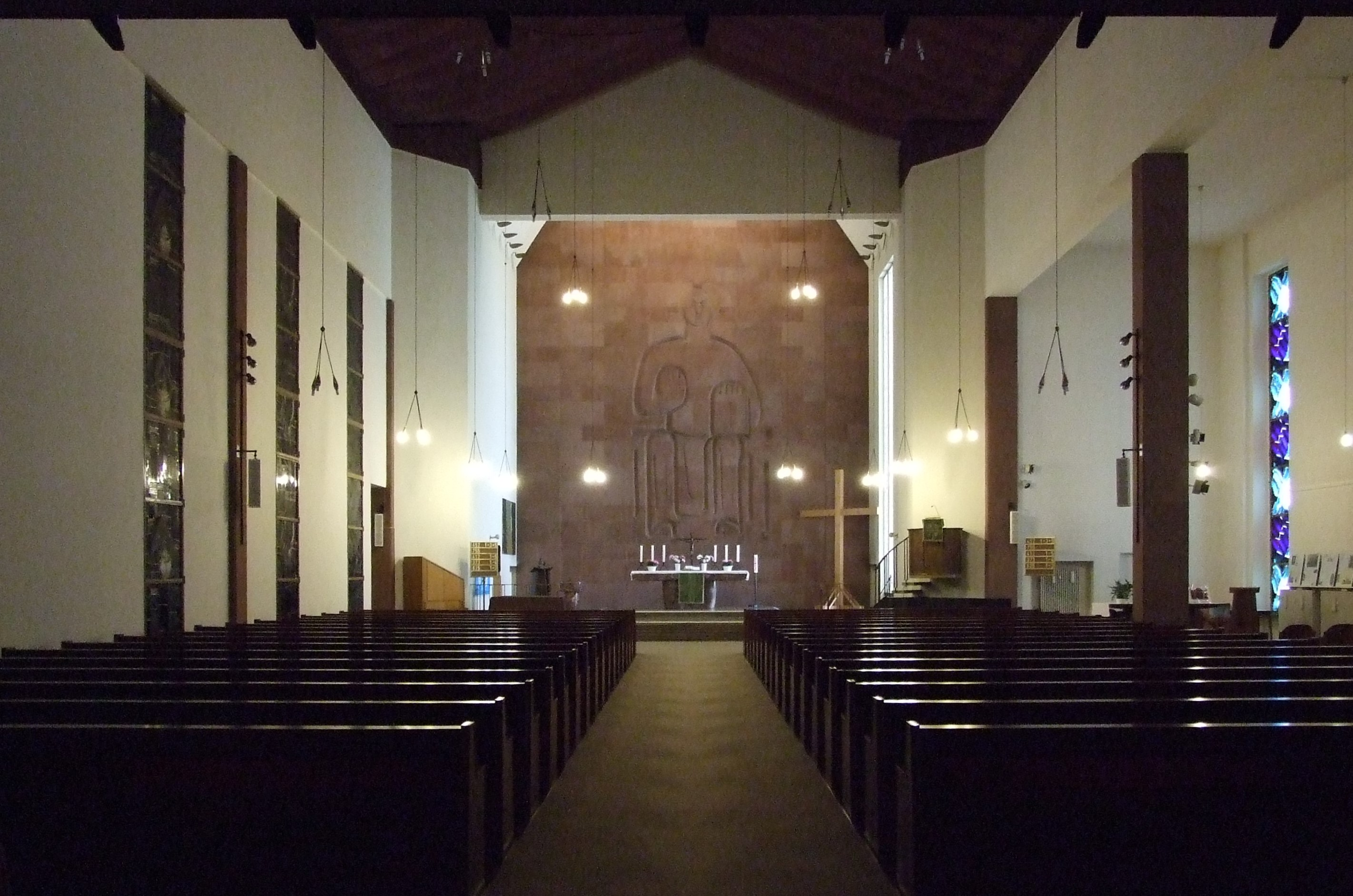
Innenraum der Matthäuskirche, Blick zum Altar
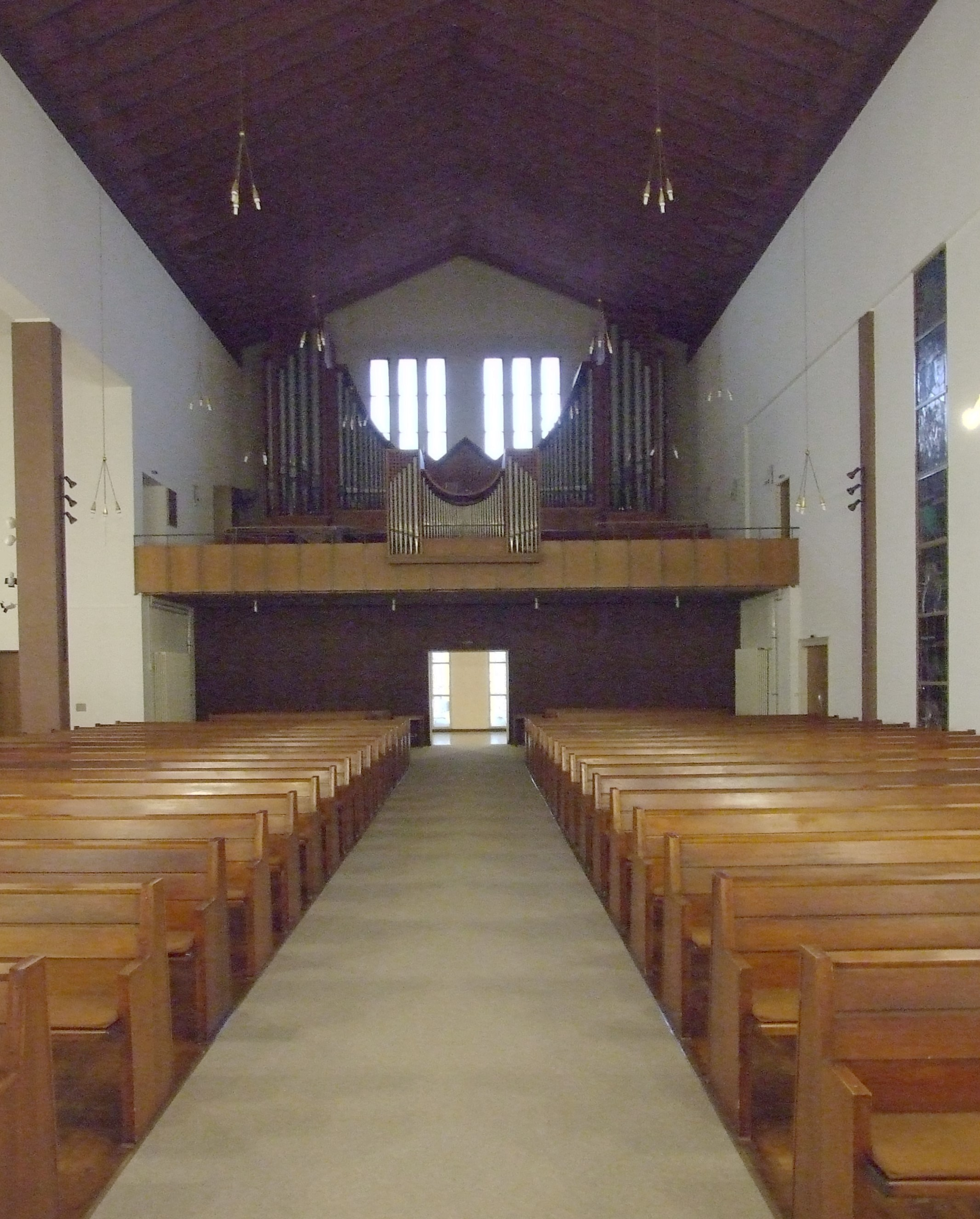
Innenraum der Matthäuskirche, Blick auf die Orgelempore
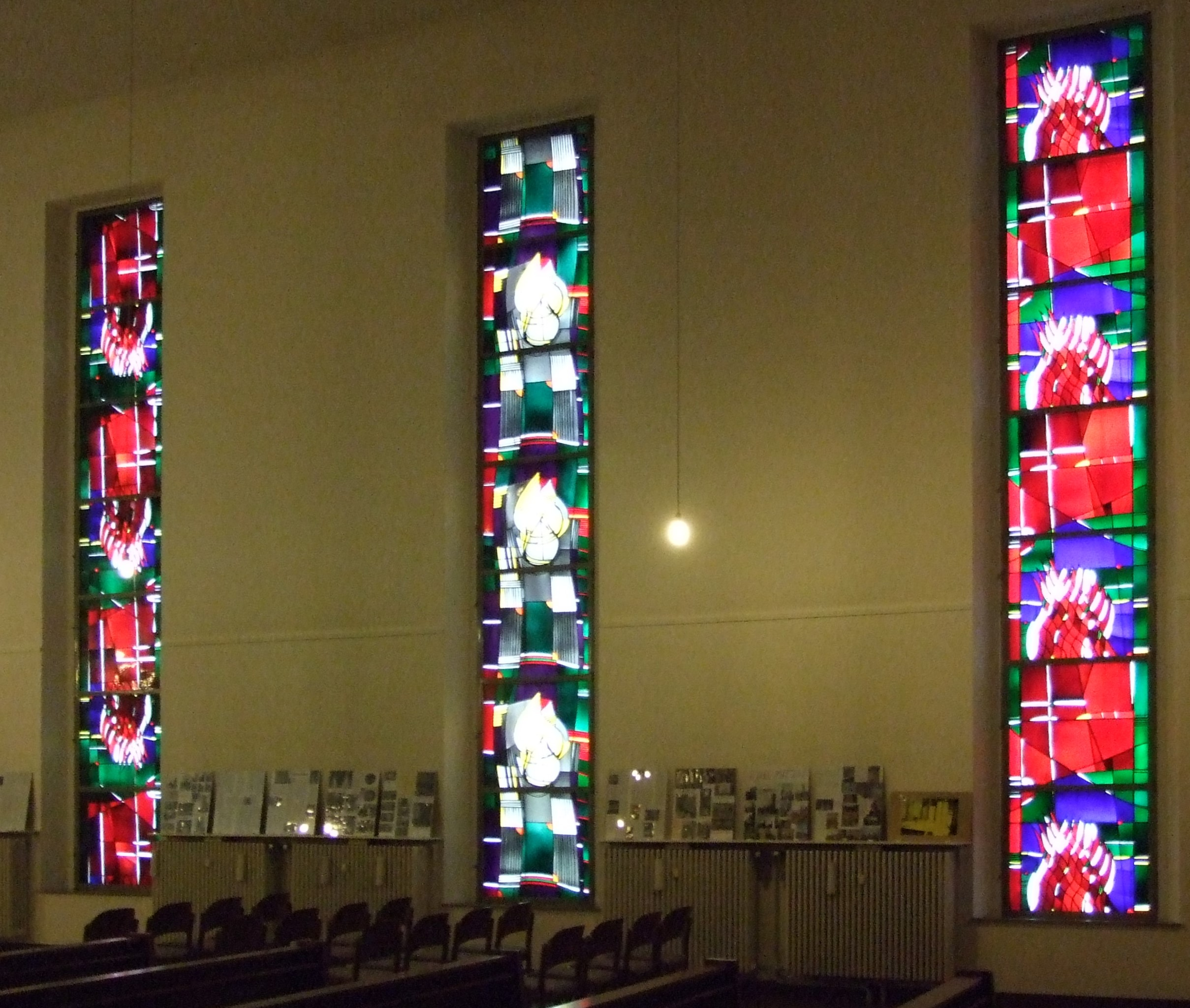
Glasfenster in der Matthäuskirche
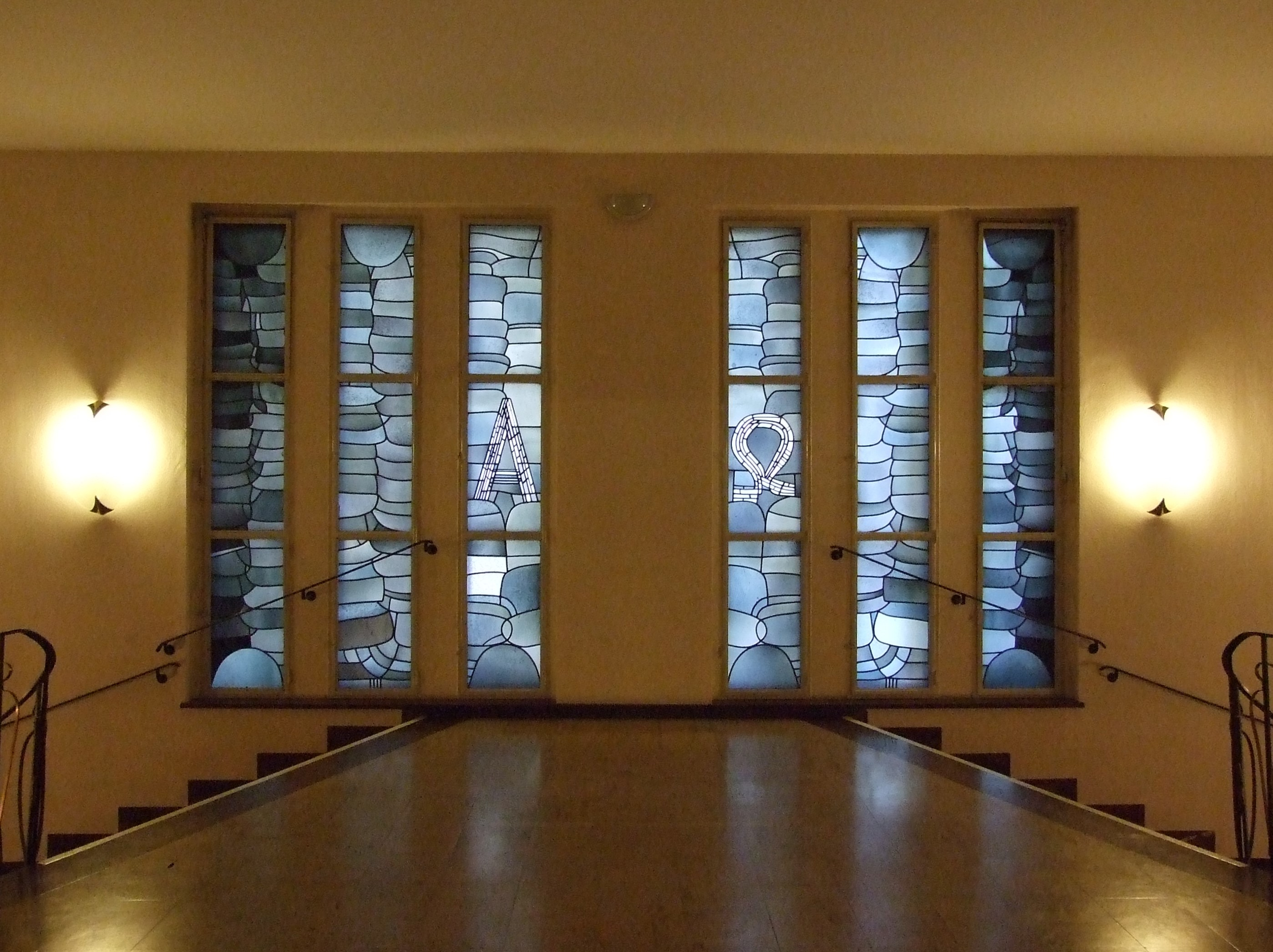
Treppenabsatz am Eingang

## Moderne
Seit 2010 nimmt die Matthäuskirche – und somit die Hoffnungsgemeinde Frankfurt – regelmäßig am Lichtkunst-Festival Luminale teil.
Bisherige Licht- und Videokünstler: Thomas Leonard (2010), Ralf Kopp (2012, 2014)

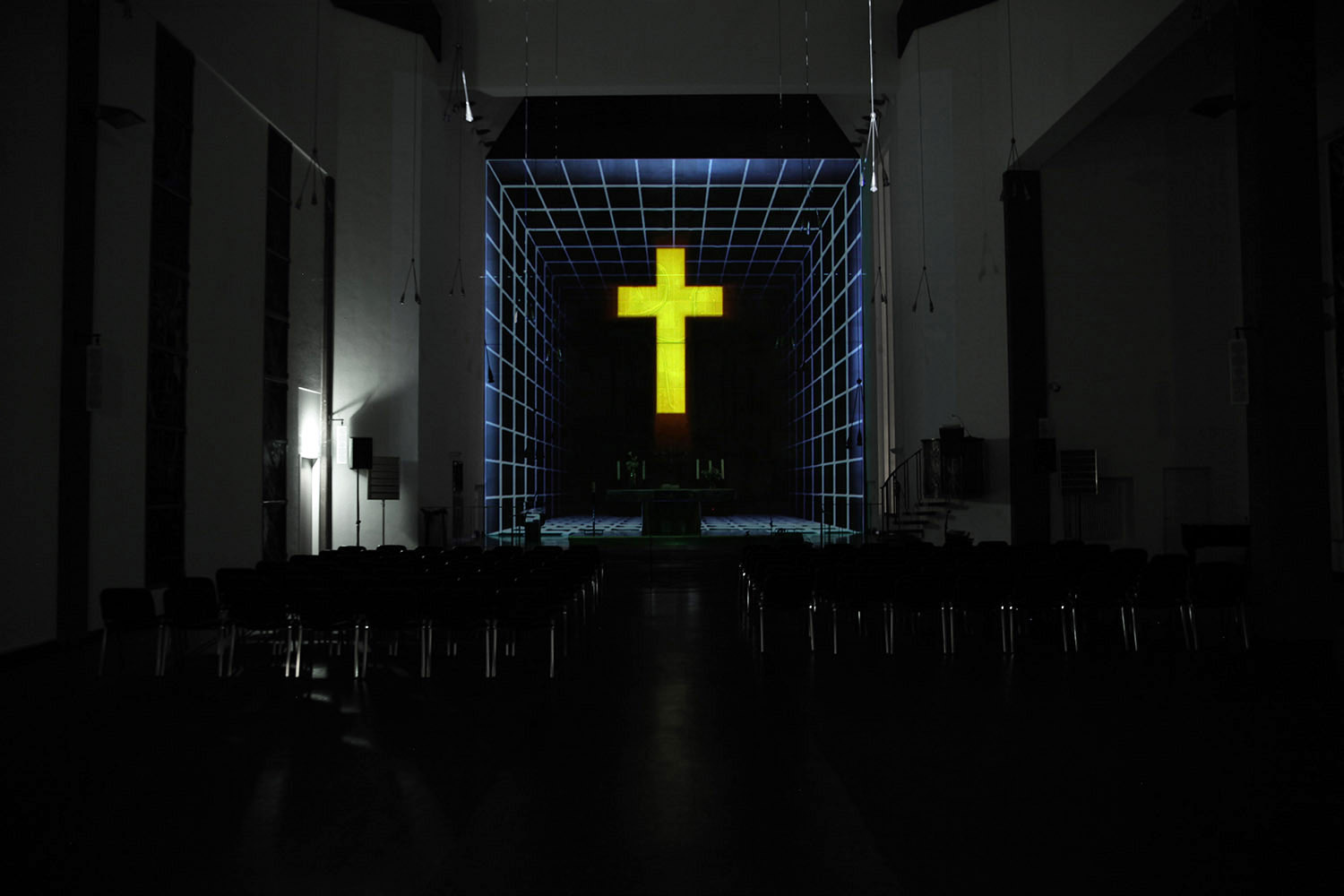
Videokunst zur Luminale 2014 in der Matthäuskirche
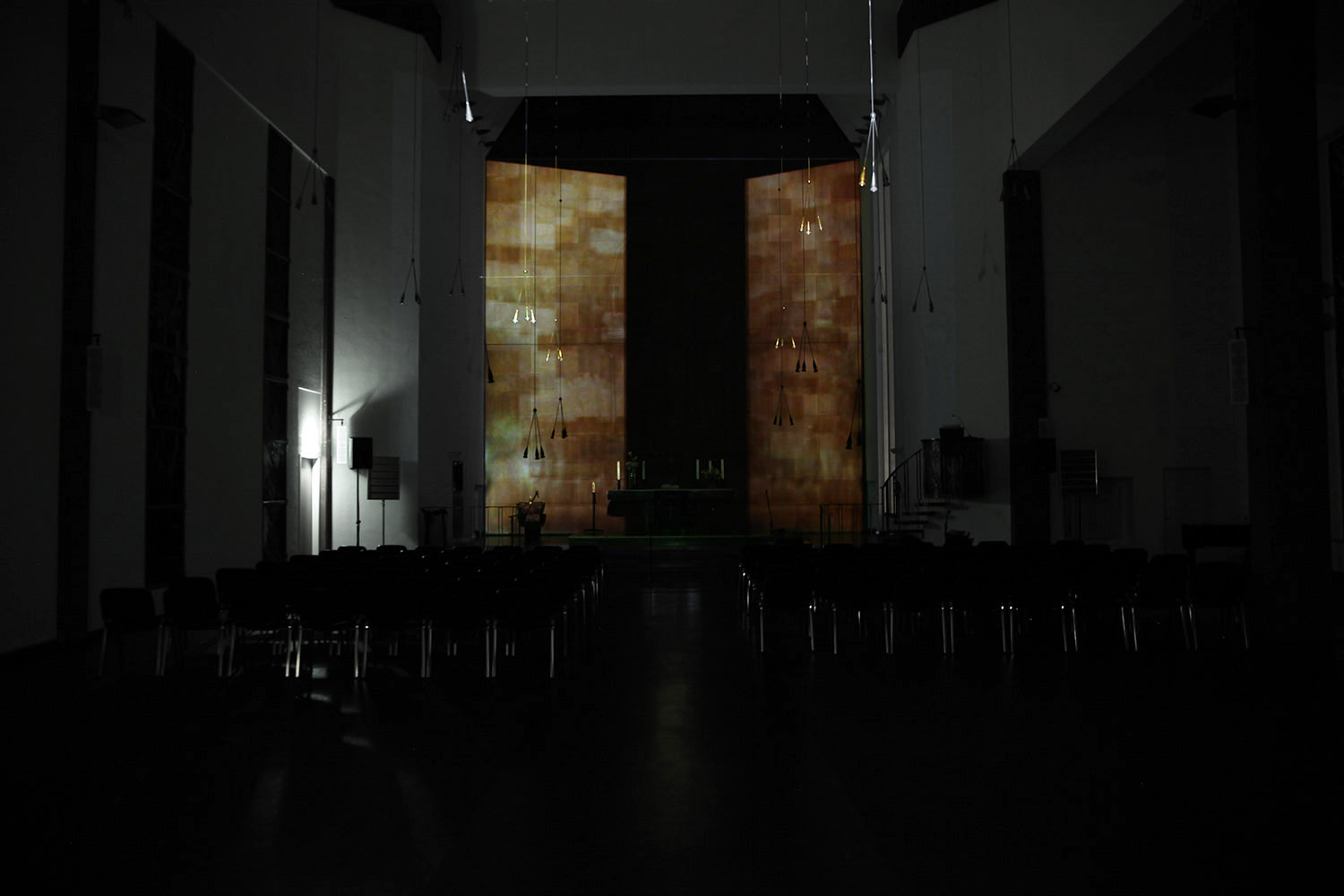
Der Kirchenraum der Matthäuskirche wird mit Hilfe von Videoprojektionen auf das Sandsteinrelief von Hans Mettel optisch verfremdet
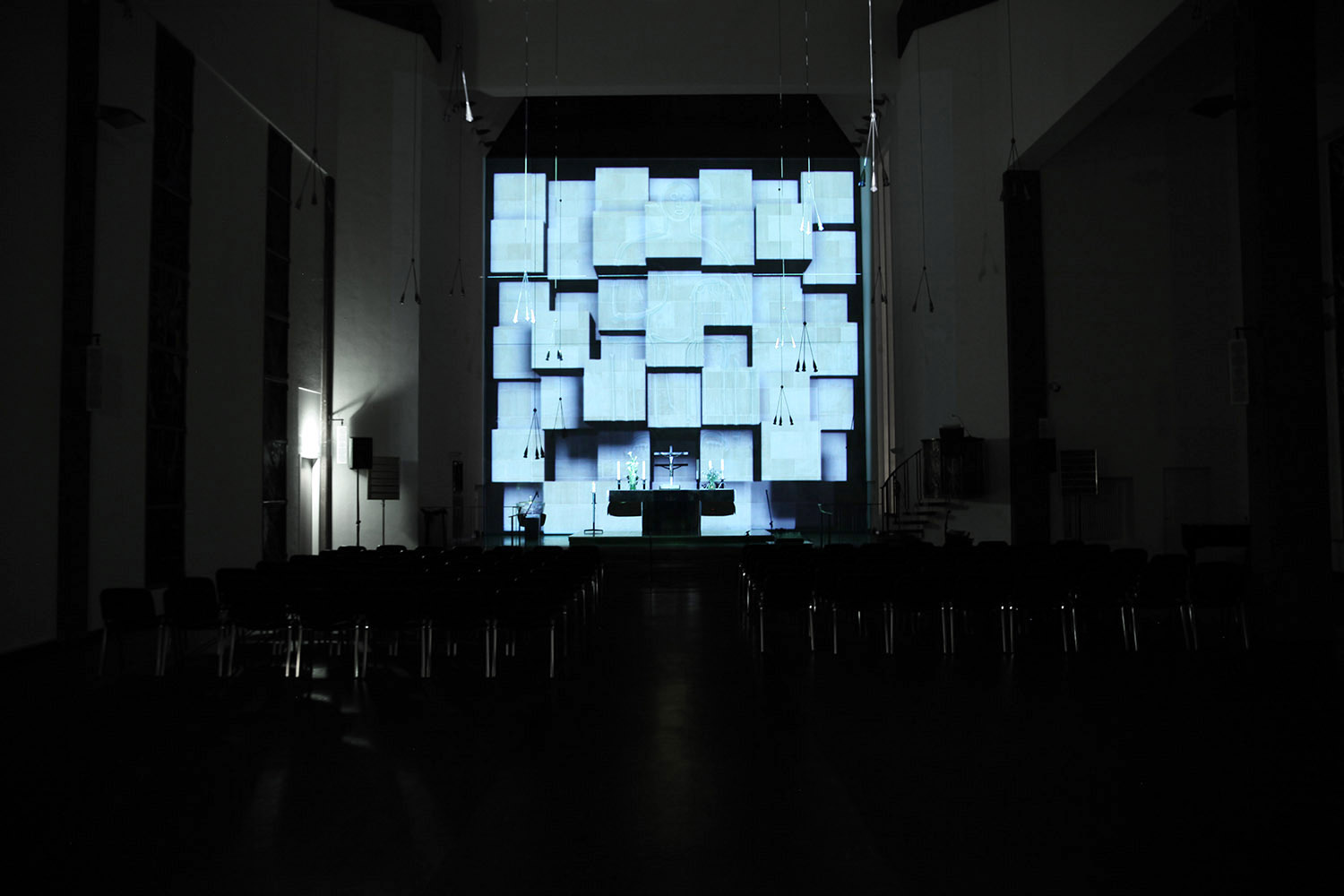
Effekt einer sich bewegenden Wand